# Asterocampa inornata
Asterocampa inornata är en fjärilsart som beskrevs av Albert Burke Wolcott 1916. Asterocampa inornata ingår i släktet Asterocampa och familjen praktfjärilar. Inga underarter finns listade i Catalogue of Life.